# Charles de Moreau
Charles de Moreau (8. prosince 1758 Rimaucourt, département Haute-Marne , 3. listopadu 1840 Leopoldstadt) byl francouzský architekt a malíř, více než 10 let žijící ve Vídni a známý především svými projekty v Rakousku, Uhrách i v českých zemích.

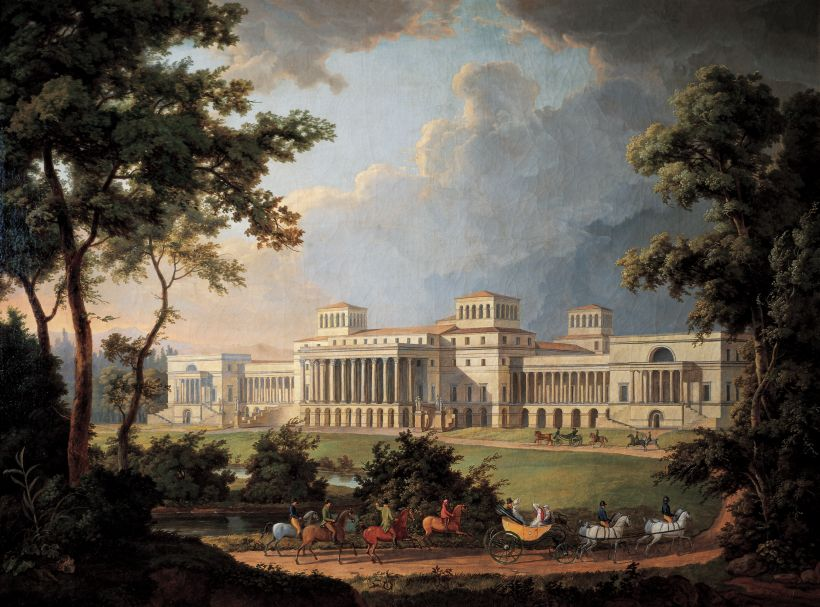
Projekt paláce Esterházyů v Eisenstadtu, maloval Albert Christoph Dies

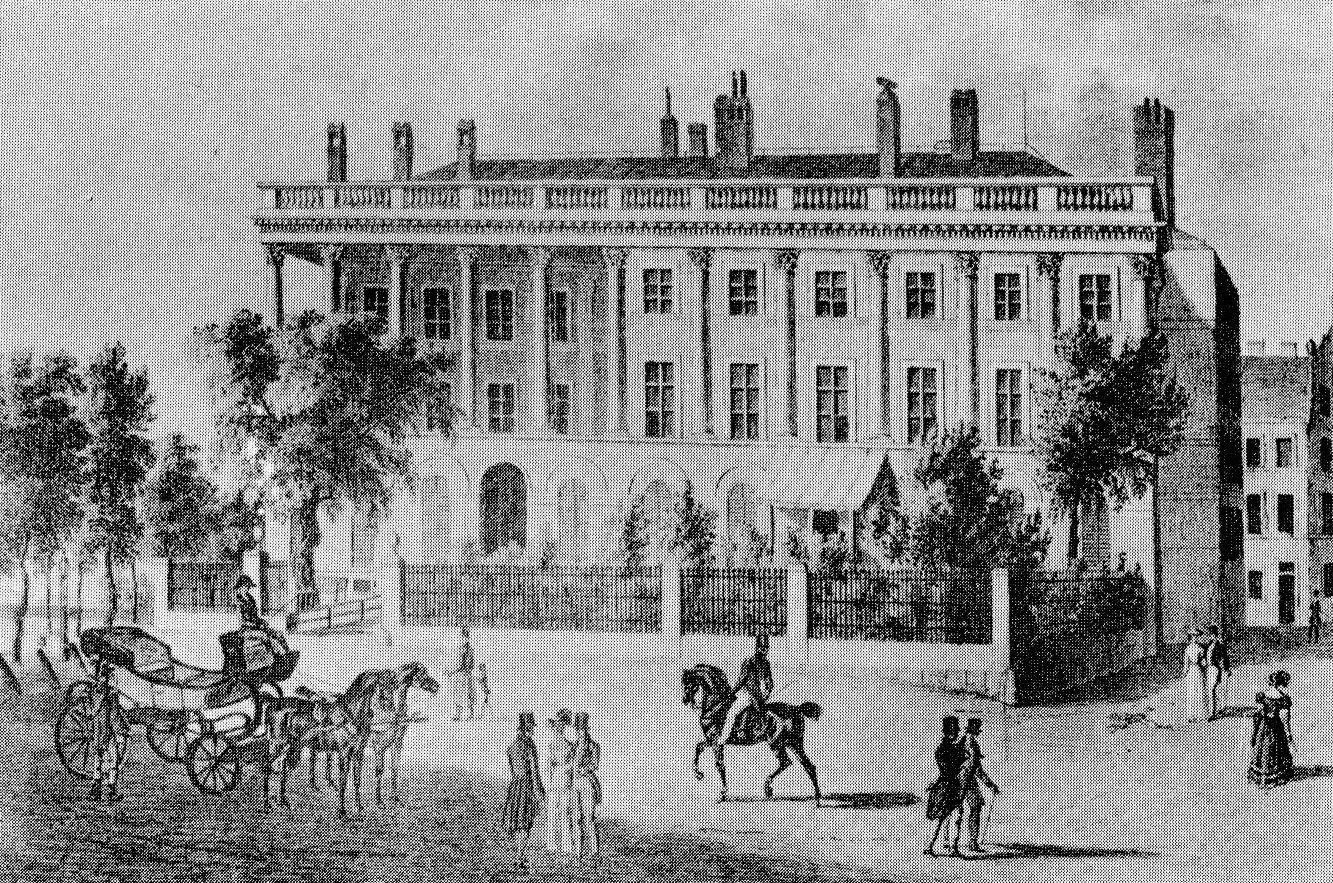
Palác Lubomirskich ve Vídni, veduta 1840

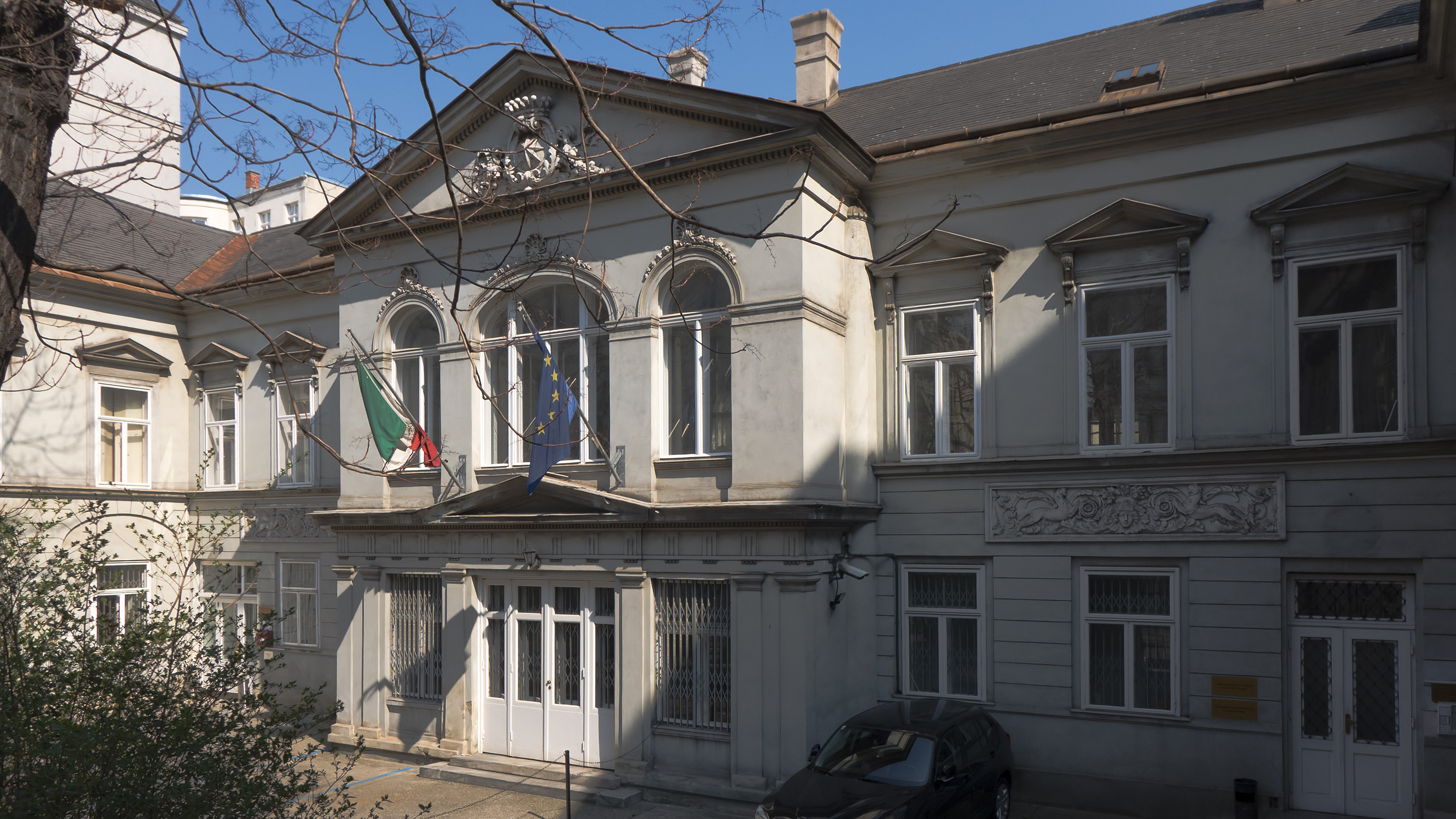
Šternberský palác ve Vídni

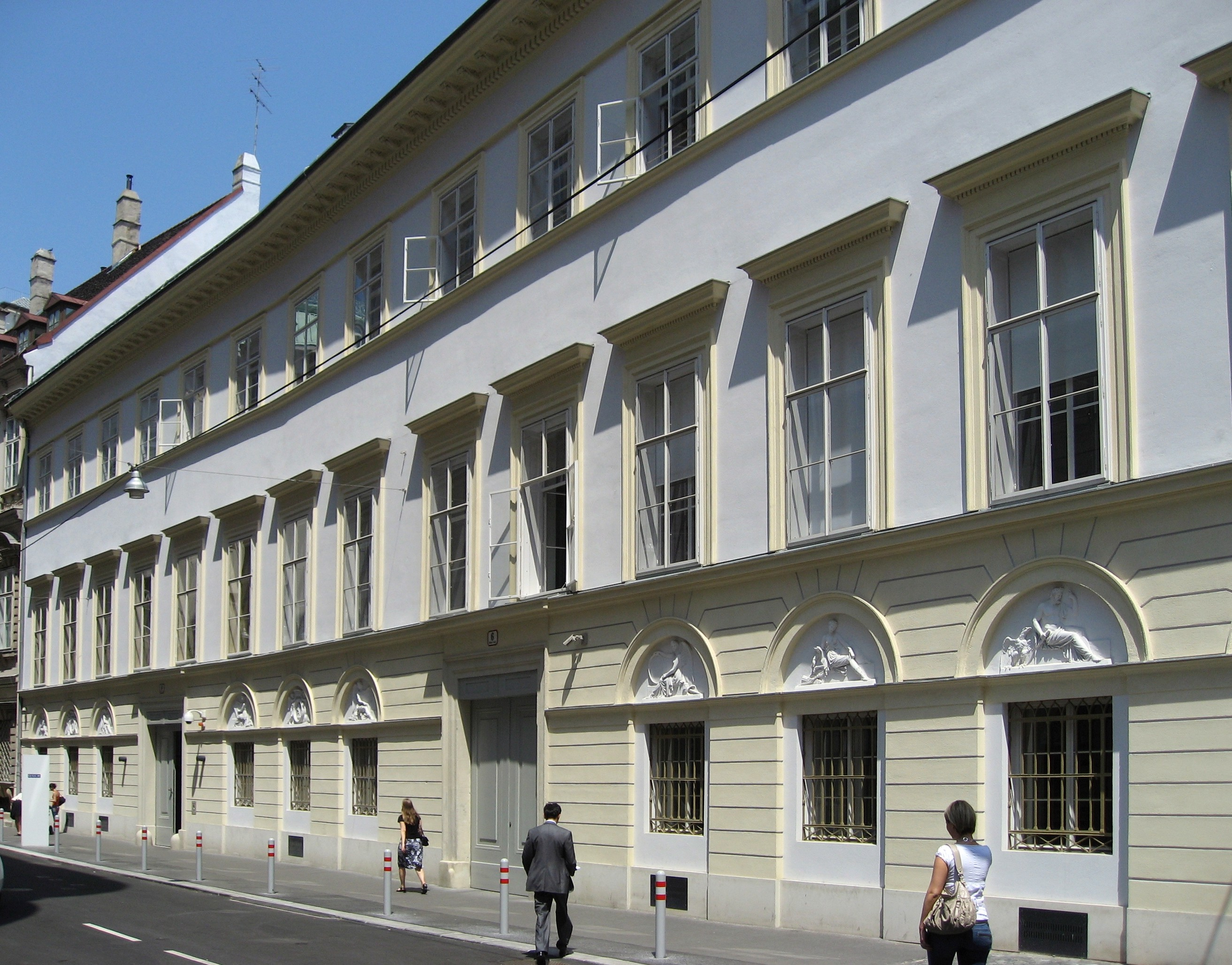
Palác Pálffy ve Vídni

## Život
Opakovaně se v literatuře uvádí jako Moreauovo rodiště Paříž, protože je zapsáno v úmrtní matrice. Roku 2014 však bylo prameny doloženo, že se narodil ve vesnici Rimaucourt, v départementu Haute-Marne Nejdříve vystudoval v Paříži architekturu u Jeana Truffauta. Malířem se vyškolil rovněž v Paříži, v ateliéru slavného portrétisty Jacquesa-Louise Davida. Vyučoval pak několik let malbu v Louvru. Kariéru architekta zahájil ve Francii.
Již roku 1803 však s manželkou Adelaide a dvěma dětmi přesídlil do Vídně, kde se usadil na předměstí Alsergrund, zakoupil rybí tržiště a podle vlastního projektu si tam dal postavit budovu Dianiných lázní (Dianabad). Vstoupil do služeb knížete Mikuláše II. Esterházyho jako jeho dvorní architekt. Proslavil se monumentální přestavbou jeho rodového sídla v Eisenstadtu. Na návrh knížete Metternicha byl roku 1812 jmenován členem Akademie výtvarných umění ve Vídni a od Vídeňského kongresu v roce 1815 se věnoval především projektům pro objednavatele z Rakouské monarchie. V jeho ateliéru se vyučil například moravský architekt Josef Esch. K stáru opět projevil zájem o obchodní podnikání, v Leopoldstadtu zakoupil trh s rybami a přestěhoval se tam. Za své zásluhy byl povýšen na rytíře čestné legie.
Zemřel v 82 letech na mozkovou mrtvici a byl pohřben na vídeňském předměstském hřbitově ve Währingenu.

## Dílo (výběr)
- přestavba zámku Esterházy v Eisenstadtu (1805–1815), s projektem parku se sloupovým chrámem kněžny Leopoldiny (Leopoldinentempel, se sochou kněžny od Antonia Canovy ), terénními úpravami, vodotrysky, grottou a glorietem
- rozšíření knížecího sídla Esterházyů ve Vídni, Naglergasse 9 (1805–1820)
- Palác knížat Lubomirskich ve Vídni, Mölker Bastei (1806–1809); zbořen
- Apollonův sál ve Vídni, Zieglergasse 17, (1808)
- Dianina lázeň ve Vídni (1808–1810)
- Pohřební kostel rodiny Esterházyů, Nagyganna, okres Veszprém (1808–1818)
- Palác Pálffy ve Vídni, Wallnerstraße 6, (1809–1813)
- Přestavba zámku Esterházy, Csákvár (1810–1814)
- Palác rodiny Erdödy ve Vídni, (1812); 1956 zbořen
- Hala Metternichovy zahrady ve Vídni, Rennweg (1814)
- Hlavní budova Technické university ve Vídni, Karlsplatz, (1816–1818)
- Nový zámek Werianda Windischgrätze ve Vintířově (1817-1823)
- Prodejní prostory porcelánky ve Vídni, Porzellangasse 52, (1818); 1867 přestavěny
- Palác Gentz ve Vídni, Währinger Straße 169–171, (1819); po roce 1918 přestavěn
- Lázně Frauenbad a Karolinenbad, Baden (1820–1821); 1876 silně přestavěny
- Palác knížete Šternberka ve Vídni, Ungargasse 43, (1820–1821), na půdorysu písmene U, zahrada zanikla pozdější uliční zástavbou
- Rakouská národní banka (Oesterreichische Nationalbank) ve Vídni, Herrengasse 17, (1821–1823)